# Porajmos
Le Porajmos, Porrajmos (littéralement « dévorer » en romani), Samudaripen ou génocide tsigane est l'entreprise de persécutions et d'extermination des ethnies roms (ou sinté, manouches, gitans, kalderash, etc.) et Yéniches appelés « Tsiganes » (Zigeuner en allemand), nomades, sédentaires ou semi-sédentaires pendant la Seconde Guerre mondiale, en Allemagne nazie, dans les territoires qu'elle occupe et chez ses alliés.
Les estimations de plusieurs historiens varient entre 200 000 et 500 000 victimes.
Les Roms sont démographiquement la deuxième population européenne victime d'une extermination familiale et raciale, après les Juifs d'Europe.
En Europe, la reconnaissance de ce génocide est tardive. C'est en 1982 qu'il est reconnu en Allemagne, où son déni relève d'une infraction pénale.
Outre l'antitsiganisme persistant, de multiples raisons ont pu contribuer à ce retard,,,. Comme les traumatismes générés pour les survivants, associés aux coutumes de transmissions orales. Une tradition des tabous, de la discrétion, l'usage de noms d'emprunt, ainsi que le partage interne à la communauté dû à une méfiance accrue en raison des persécutions,. Faute d'une organisation puissante pour représenter ces peuples sans frontière et politiquement sous-représentés,, les autorités ont pu occulter ce génocide durant plusieurs décennies.
En raison du nomadisme qui concerne une partie d'entre eux, le recensement par les administrations officielles est délicat,,. Contrairement à une idée répandue, la grande majorité de ces populations, qui sont présentes en Europe depuis le VIIIe siècle, étaient des familles sédentaires, stables et faisant partie intégrante des sociétés Les Roms, sédentaires ou non, sont surveillés et fichés dès que possible par la majeure partie des États européens, ce dès la fin du XIXe siècle, ce qui facilite les actions violentes menées contre eux,.
Les victimes du Porajmos ont été longtemps oubliées, parfois confondues avec des personnes juives. Pour marquer les détenus tsiganes des camps, les nazis leur ont attribué le triangle marron. Certains ont été catégorisés avec les asociaux, en raison d'une méconnaissance de leur mode de vie jugé « précaire ». Cette dernière catégorie arbitraire regroupait également des personnes en situation de handicap et les autres minorités ciblées par les nazis,.
Identifiés par les partisans du Troisième Reich tantôt Tsiganes, Tsiganes métissés, nomades, asociaux, politiques,, ou identité usurpée/dissimulée, le nombre réel de victimes reste indéterminé.

## Terminologie et débat sur le génocide
Le terme porajmos fut introduit dans la littérature par l'universitaire et militant rom Ian Hancock, au début des années 1990. Un autre terme, samudaripen, est revendiqué par Marcel Courthiade, un linguiste qui a créé la forme standard de romani utilisée en Roumanie. Hancock objecte que ce terme n'est pas conforme à la langue rom.
Suivi par de rares chercheurs, le politologue Guenter Lewy, habitué des débats sur l'unicité de la Shoah, a soutenu que le Porajmos n'est pas un génocide en se fondant sur une interprétation de la définition internationale du génocide et en tentant de montrer que les Tsiganes étaient ciblés pour des attributs comportementaux non raciaux. Plusieurs historiens lui ont répondu sur ce terrain, ainsi que des activistes roms comme Romani Rose et Ian Hancock. Celui-ci a sélectionné des ordonnances nazies pour montrer que les sorts des Juifs et des Tsiganes étaient liés et que les termes « génocide », « holocauste » ou encore « solution finale » conviennent au Porajmos ; il a plaidé pour un réexamen de l'ampleur de la dépopulation et de l'extermination des Roms, citant des chiffres très grands. Il témoigne qu'il est peu suivi sur ces points par les chercheurs.
Aujourd'hui, une minorité d'historiens pensent que toutes ces positions, même extrêmes ou orientées, font partie d'un débat complexe. Réticents à qualifier de génocide l'ensemble des persécutions des Roms en Europe, ils estiment néanmoins qu'il y eut au sein de celles-ci un génocide sur critère racial aux limites floues, avec ses caractéristiques propres qu'une comparaison imprudente avec la Shoah ne peut pas révéler. On ignore si ce génocide, dont le régime nazi était le premier responsable, visait la disparition totale d'une culture, mais de fait celle-ci était menacée par des crimes massifs dont l'intensité variait beaucoup d'un pays à un autre : stérilisations, déportations, mises à mort, soit de la totalité d'une communauté tsigane locale, soit d'une partie, les enfants, les femmes, les sédentaires voire de supposés « aryens » pouvant être épargnés en vue d'une acculturation,. Christopher Browning explique avec nuance :

« Hitler ne manifestait pratiquement aucun intérêt pour le sort des Sintés et des Roms. Le fait que le régime nazi ait néanmoins mené contre eux une attaque génocidaire démontre à quel point peut être mortelle la combinaison de préjugés populaires omniprésents, de racisme institutionnalisé, d'autorités locales mandatées et d'État policier bureaucratique prenant l'habitude de résoudre des problèmes par la répression et le meurtre de masse. Les Sintés et les Roms étaient soumis à des politiques hésitantes, contestées et parfois contradictoires, qui cédèrent quelques échappatoires vers la survie. »

## Persécutions du Troisième Reich

### En Allemagne (1933-1945)

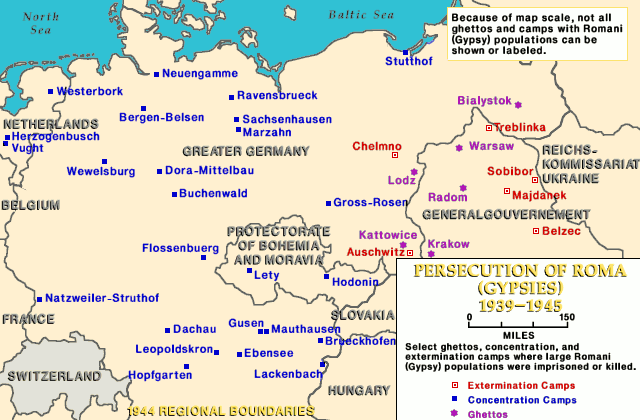
Carte des persécutions envers les Roms (1939-1945).

De 1933 à 1936 des Roms sont internés dans les camps de concentration de Dachau et de Buchenwald pour « insociabilité ».
Ils sont aussi internés dans le camp de concentration de Berlin-Marzahn. Le 16 juillet 1936, prétextant l'ouverture des Jeux Olympiques de Berlin, la police sous ordre du préfet Wolf-Heinrich von Helldorf arrête plus de 600 sintés pour les reloger avant de les concentrer dans ce camp.
Avant même l'arrivée au pouvoir des nazis, les Roms sont surveillés par les autorités. À leur arrivée au pouvoir en 1933, ils s'intéressent de près aux Zigeuner (tzigane en allemand). Pour eux, il s'agit de définir une « race » tsigane,afin de l'éliminer de la société allemande au nom de la pureté raciale.
Les grandes villes allemandes créent entre 1933 et 1935, sans ordre supérieur, des camps d'internement de Roms. À partir de 1936, Arthur Nebe, placé sous l'autorité d'Himmler est chargé de la politique de persécution contre les Roms. Il est à l'origine de l'ordre de « prévention contre le crime ».
En 1936, le tsiganologue converti au nazisme en 1933, le Dr Robert Ritter, est chargé de recenser tous les Roms d'Allemagne. Robert Ritter, associé à l'anthropologue Eva Justin, s'établit à Munich où il a déjà 19 000 dossiers. Pour les compléter, il a besoin des dossiers du plus éminent tsiganologue généalogiste d'Allemagne : le Dr Sigmund Wolff de Magdebourg. Or, ce dernier refuse de communiquer ses dossiers. Ils lui sont finalement confisqués par le ministère de l'Intérieur du Reich sur injonction du Dr Gercke, qui transfère au Dr Ritter toute la saisie.

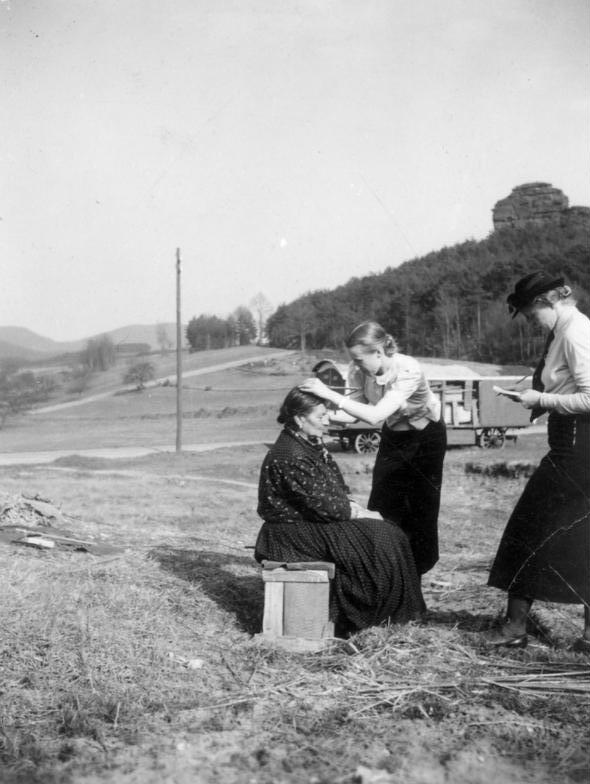
Avril 1938, l'anthropologue Eva Justin étudie une femme rom.

En 1937, le Dr Ritter est rattaché au ministère de l'hygiène raciale de Berlin. Grâce au fichage des Roms, les arrestations systématiques commencent à partir de 1938. Le 8 décembre 1938, la loi raciste « contre le danger tsigane » est promulguée par Himmler : il s'agit d'isoler les Roms du peuple allemand afin d'éviter tout métissage.
En février 1941, le Dr Ritter recense 20 000 Tsiganes ou métis, au printemps 1942 il en recense 30 000. Il distingue sur des critères ethno-physiques les « purs tziganes » et les « métissés » (ou demi-tsiganes). Les experts raciaux du Reich reconnaissent que les Roms forment une des dernières populations indo-européennes, mais ils affirment qu'ils ont été corrompus par le métissage et qu'ils menacent la société allemande. Est considéré comme Tsigane quiconque a au moins un grand-parent rom.
Par le décret du 16 décembre 1942, le Auschwitz Erlass, Himmler ordonne le transfert des Tsiganes et des Zigeuner-Mischlinge, demi-Tsiganes, du Grand Reich à Auschwitz-Birkenau,.
Les Roms, Allemands ou déportés des autres pays européens, furent aussi internés dans tous les camps présents en Allemagne.
À Ravensbrück, la torture des femmes, enfants et jeunes filles, et les méthodes pour stériliser les femmes roms témoignent des persécutions,.
À Bergen-Belsen, de nombreux roms et sinté, périrent. Leur nombre exact n'a toujours pas pu être identifié
Selon une idée commune (et fausse) à l'époque en Allemagne, deux groupes de Roms étaient réputés « racialement purs » (non métissés et donc aryens) : les Sinti (~13 000 en 1939) et les Lalleri (1 017 en 1942). Les Roms non métissés (les Sinti et les Lalleri) ont un passeport brun, les métis ont un passeport bleu ciel, les nomades un passeport gris. Théoriquement, les Roms « purs » devaient être préservés et isolés. Cependant, on retrouve beaucoup de Sinti et Lalleri dans les chambres à gaz des camps de concentration. Il est évident que, durant la guerre, la différenciation entre Tsigane « racialement pur » ou non, ne préoccupait pas les fonctionnaires allemands : Tsiganes ou métissés, ils étaient condamnés. De plus, même si ces Tsiganes « purs », n'auraient, théoriquement, pas dû être déportés, ils étaient aussi soumis à la stérilisation forcée. La politique de génocide était généralisée. Abattus, gazés ou stérilisés, les Tsiganes d'Allemagne étaient condamnés à disparaître.
Durant les derniers mois de la guerre, de nombreux prisonniers libérés des camps ont été soumis aux marches de la mort, des roms figurent parmi les victimes. Le professeur britannique Dan Stone a mis en lumière le cas de Karl Franz, qui apparait dans les registres de la marche de Neunburg vorm Wald. Malgré la présence des archives, la demande de sa fille qui le recherchait en 1959, reste sans suite de la part des autorités allemandes.

#### LesZigeunelager
Les Zigeunelager (ou zigeunerfamilienläger) étaient les camps de concentration et d'extermination des familles tsiganes. Les plus connus étaient ceux d'Auschwitz (Pologne) où Josef Mengele et Carl Clauberg ont pratiqué de nombreuses expériences médicales, sévices et barbaries pseudo-médicales, tout particulièrement sur les populations tziganes,.

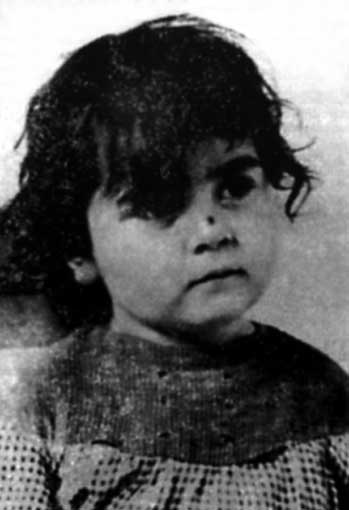
1943, Johanna Schmidt, Sinté Née à Leipzig en 1937. Utilisés avec son petit frère Erdmann par le Dr Mengele, le 6 juin 1943. Disparus.

### Dans l'Europe occupée (1939-1945)
Dans les zones de l'Europe occupées par les Allemands, le destin des Roms varie d’un pays à l’autre, selon les circonstances locales. Les nazis internaient généralement les Roms et les déportaient ensuite en Allemagne ou en Pologne et dans les camps de la mort pour les soumettre au travaux forcés, les assassiner, et/ou pratiquer des expériences médicales.
Ils sont aussi tués dans des Gaswagen (camion à gaz), sur les territoires d'Autriche, de Serbie et aux ghettos polonais,,.
En Pologne, dans les camps d'Auschwitz où les travaux d'identification ne sont pas terminés, de nombreuses familles tsiganes ont perdu la vie,. À partir du printemps 1942, pour les prisonniers qui ne sont pas gazés dès leur arrivée, les matricules précédés d'un Z sont tatoués sur le bras pour les adultes et sur la cuisse pour les enfants roms ayant les bras trop fins.
L'une des dates marquantes, est la nuit du 2 au 3 août 1944, appelée la Zigeunernacht (la « nuit tzigane » en allemand). La liquidation des camps des familles d'Auschwitz est ordonnée. 2 897 tziganes présents à cette date, en particulier des femmes, enfants et personnes âgées sont décimés, nuit dont André Rogerie, résistant français a été témoin,. La résistante Marie-Claude Vaillant-Couturier en témoignera également lors du Procès de Nuremberg.

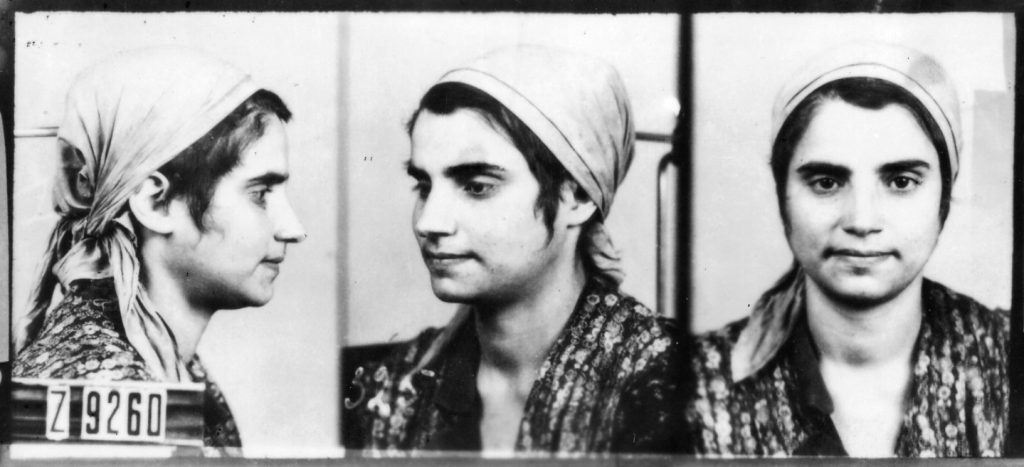
1940, Stephanie Holomek, femme rom, cliché d'identification SS à Auschwitz.

#### Pologne
En Pologne, à la suite de son invasion par les Nazis dès le 21 septembre 1939, Reinhard Heydrich, chef de l'Office central de Sécurité du Reich, planifie d'expulser les Tsiganes du grand reich, d'Allemagne et d'Autriche, vers les territoires conquis de Pologne. C'est chose faite à partir de mai 1940, qui voit la déportation par les SS d'environ 2 500 Roms et Sintés habitant Hambourg et Brême vers Lublin, pour être soumis aux travaux forcés où nombre d'entre eux périssent. Le sort des survivants reste inconnu.
À l'automne 1941, Himmler ordonne de déporter environ 5 000 Sintés et Lalleris vers le ghetto juif de Łódź.
Les Roms polonais, qui sont principalement issus des ethnies Lovari et Kalderash, comme les Sintés et Lalleri précédemment déplacés, sont envoyés dans les camps à travers toute la Pologne, comme ceux de Chełmno, Bełżec, Sobibór, Treblinka, Majdanek, etc. nombreux y finissent assassinés dans les chambres à gaz,.

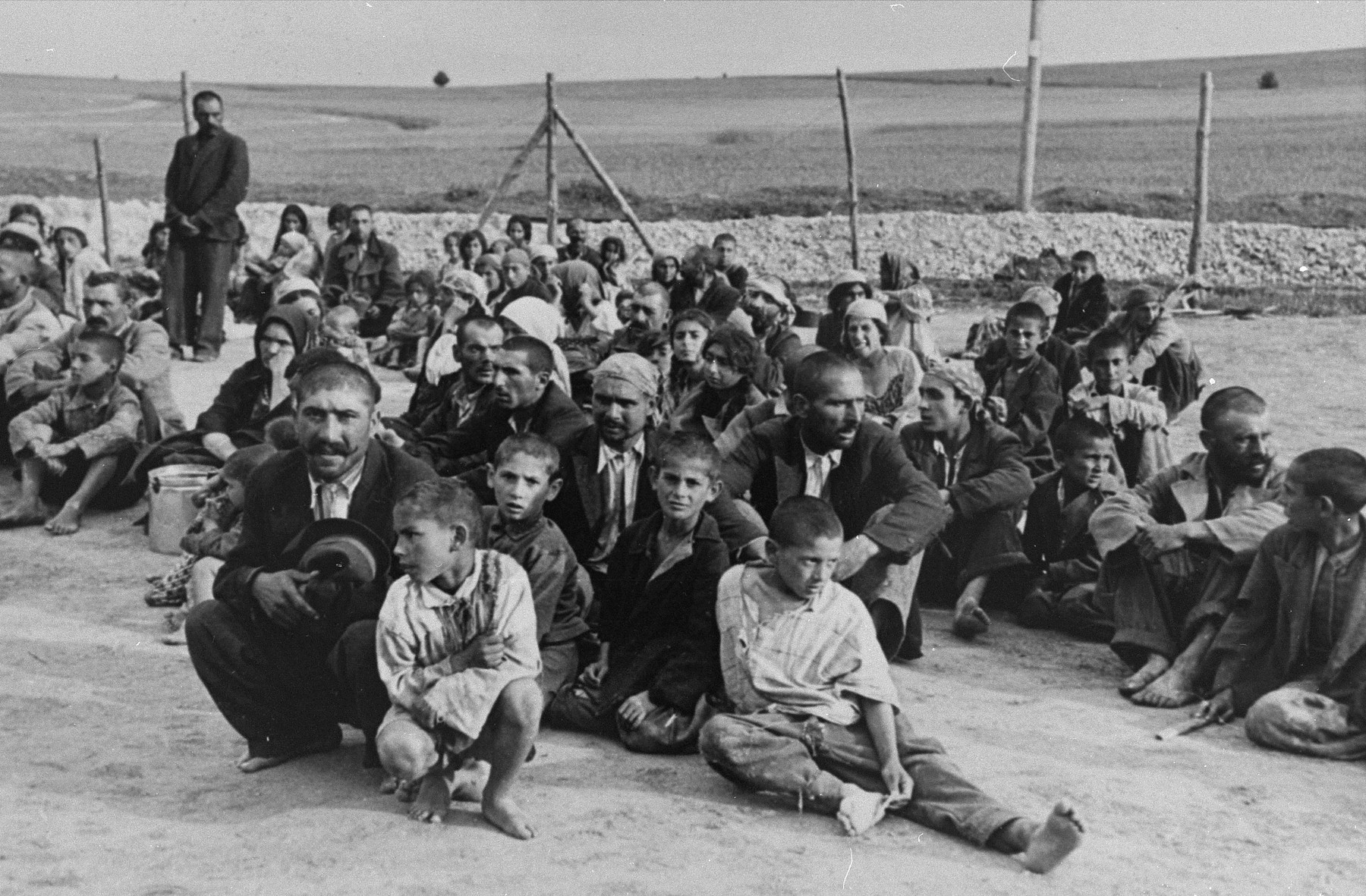
1940, Prisonniers Roms au camp de Bełżec.

Par le Auschwitz Erlass d'Himmler de décembre 1942, il est ordonné que tous les Tsiganes survivants soient déportés vers les camps d'Auschwitz-Birkenau pour y finir torturés ou assassinés,.
Entre mars 1942 et octobre 1943, ils sont ciblés par l'Aktion Reinhard, nom de code donné au programme d'extermination polonais. Il est estimé que plus de 50 000 Roms et Sinté seront tués. Ils sont alors victimes d'exécutions par les SS sur l'ensemble du territoire polonais, comme lors du massacre de Szczurowa le 3 août 1943, où 93 Roms sont tués.
Aussi, un nombre indéterminé de Roms et Sintés ont été isolés dans les ghetto polonais comme ceux de Cracovie, Varsovie, Karczew, etc. De nombreux faits de résistance roms y ont eu lieu.

#### Autriche
En Autriche, Les roms sont fichés depuis 1888, et le seront jusqu'en 1950. Peu d'informations sont à ce jour disponibles.
Selon le centre de documentation de la résistance autrichienne, environ 9 500 gypsies sur les 12 000 recensés auraient été victimes du nazisme. En l'absence de registre, des destructions de preuves et un antitsiganisme qui a perduré longtemps après la guerre, les estimations précises restent indisponibles.
On sait en revanche, que le camp de concentration de Lackenbach était le plus grand des Zigeunelager. Trois autres gypsy camps plus petits étaient présent à Weyer, Salzburg et Vienne.
Il est estimé qu'entre 2 000 et 4 000 Tsiganes autrichiens ont été déportés et tués à Łódź et Chełmno, et 1 000 à Auschwitz.

#### Yougoslavie
En Serbie (ex-Yougoslavie), les Roms sont internés dans des camps de concentration mixtes, avec des Juifs, sur tout le territoire de l'actuelle Serbie. Ils sont tués par les travaux forcés ou bien par exécutions, puis brûlés, comme au camp de Šabac. C'est aussi en Serbie qu'a lieu le massacre de Kragujevac, tuant entre 2 300 et 5 000 civils roms et serbes. En Yougoslavie, le nombre de victimes n'a pas pu être identifié.

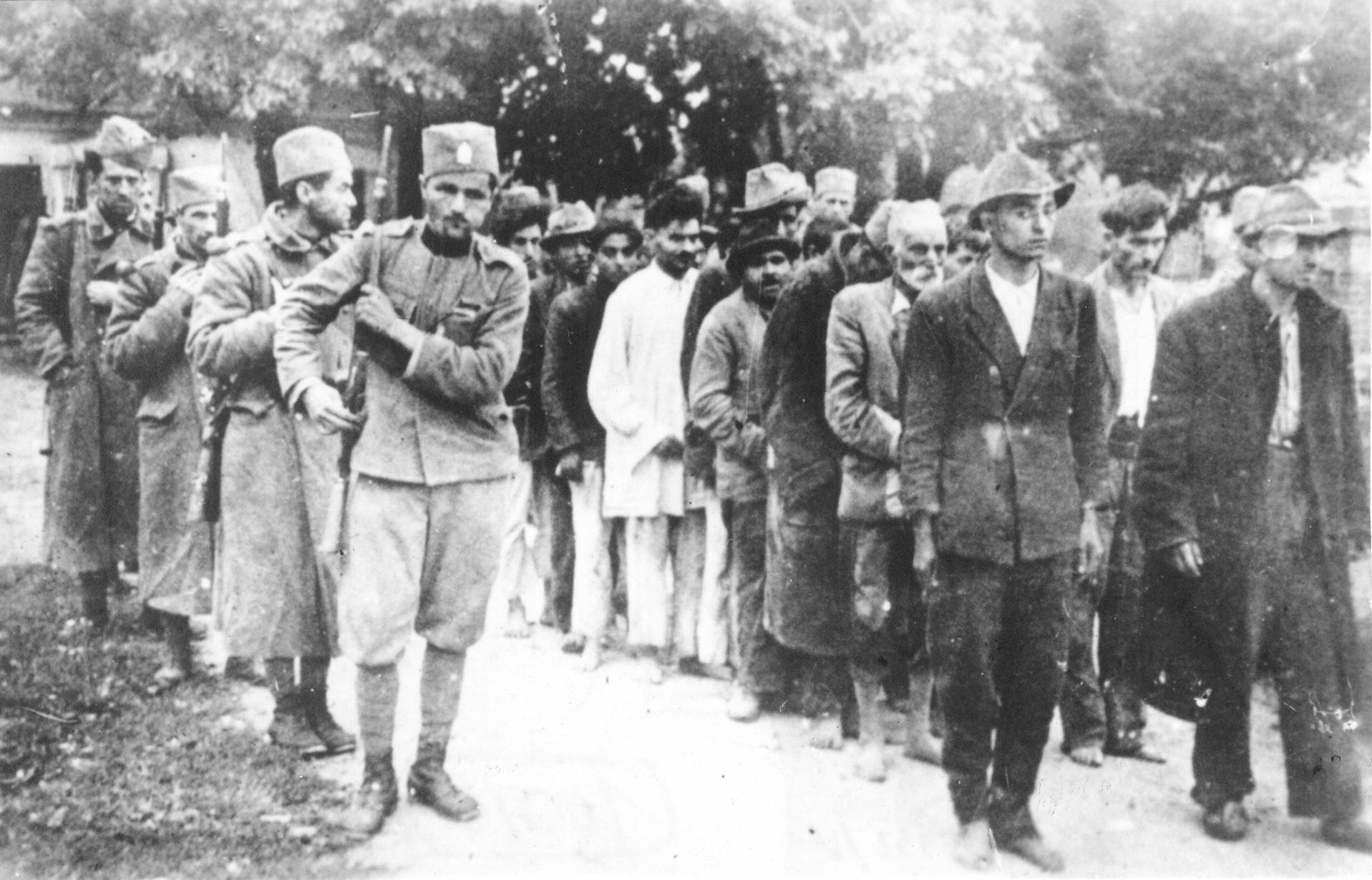
Septembre 1941, Roms Serbes escortés pour exécutions.

#### Ukraine
L'Ukraine, territoire alternativement soviétique, puis administré par les Allemands durant le conflit, est le théâtre de nombreuses déportations pour exécutions durant la guerre, notamment dans les régions de la Transcarpatie. Le plus connu est le massacre de Babi Yar, où sont exterminés par balles, par les Einsatzgruppen, des dizaines de milliers de Juifs, Roms, opposants politiques, etc. Le nombre de Roms exécutés n'a pas pu être précisé en raison de l'instabilité du territoire et la destruction des preuves par les nazis. Cependant, grâce aux témoignages rassemblés par les autorités soviétiques à la fin de la guerre, puis des recherches depuis la fin des années 2000 par les historiens européens, on sait que nombre d'entre eux faisaient partie des victimes,. Entre le 9 et le 13 décembre 1941, 824 roms seront tués pendant le massacre de Simferopol.

#### Pays Baltes
Dans les Pays Baltes (Estonie, Lettonie, Lituanie), les Roms, pourtant majoritairement sédentaires et intégrés, sont surveillés avant l'invasion allemande. Les Tsiganes commencent à être abattus en 1941, dès l'arrivée des SS et de la Wehrmacht.
Une fois au pouvoir, la politique d'extermination envers les Roms avec les différentes polices collaborationnistes locales et les Si-cherungsdivisionen de l'arrière-pays, s'emploient aux massacres de masses.
Cependant le traitement des Roms varie d'un état à l'autre.
En Lettonie, les meurtres débutent le 4 décembre 1941 par le massacre de Libau (Liepāja) tuant une centaine de personnes.
Hinrich Lohse, dans une lettre datée de décembre 1941, décrit pour justifier du massacre de Libau que les Tsiganes sont des « éléments peu fiables qui ne sont prêts à obéir aux ordres des autorités allemandes, ni désireux d'effectuer un travail utile […] je déclare qu'ils devraient être traités comme les juifs ». Il invoque également le risque d'espionnage politique, argument promu par le IIIe reich dans les territoires envahis.
La politique d'extermination se poursuit entre 1942 et 1943, les Roms sédentaires où nomades, sont livrés et exécutés sur tout le territoire letton.
En l'absence de registre, il est estimé que la moitié des 3 800 Roms lettons recensés avant-guerre ont été tués.
L'Estonie, est le plus destructeur pour les Roms, il est estimé que plus de 90 % des Tsiganes recensés avant-guerre (entre 750 et 850 habitants) ont été abattus. Dès l'arrivée des troupes allemandes en 1941, les forces estoniennes initient les meurtres de Roms, comme aux dunes de Kalevi-Liiva. Mais en raison d'ordres contradictoires et de consignes peu claires pour définir le statut « tsigane » pour les Estoniens, ils sont relativement épargnés jusqu'à l'automne 1943.
De fin 1941 à 1942 certains sont déportés dans les camps de concentration, comme celui de Tallinn puis soumis aux travaux forcés. Le 1er grand massacre de Roms estoniens a lieu en octobre 1942, puis les derniers survivants Roms retenus dans le camp de Tallinn sont liquidés par la police de sécurité avant l'arrivée de l'Armée rouge soviétique en octobre 1943.
En Lituanie, en revanche, bien que condamnés aux travaux forcés, la majorité des Roms sont parvenus à survivre.
Peu d'informations existent concernant le traitement des Roms en Biélorussie occupée, on sait en revanche qu'entre 2 000 et 3 000 Roms sont déportés à Auschwitz depuis Brest-Liovsk en 1944.

#### Pays-Bas
Aux Pays-Bas, avant la 2de guerre mondiale, environ 4 500 Roms, principalement issus des ethnies Kalderash, Lowara et Ursari sont recensés. Peu d'informations sont disponibles sur le génocide Rom des Pays-Bas. Seul un transfert du camp de transit de Westerbork est bien documenté.
Le 14 mai 1944, les occupants allemands envoient un télégramme aux forces de polices néerlandaises avec l'ordre d'arrêter toutes personnes résidant aux Pays-Bas présentant la caractéristique gypsy.
Le 16 mai 1944, 578 Roms sont arrêtés avec des Woonwagenbewoners (caravan dwellers), une communauté de nomades néerlandaise, qui sera relâchée par les autorités. Les Roms possédant le passeport d'un territoire allié de l'Allemagne seront aussi libérés. Les 250 Roms restant seront déportés au camp de Westerbork. C'est parmi eux que se trouvait Settella Steinbach, affectée dans la barraque 69.
Pendant trois jours, ils sont surveillés par le OD (Ordedienst) du camp, Edgar Weinberg qui témoignera à leur propos « c'était un groupe étrange qui avait été déporté au camp. Ils n'étaient pas juifs mais Gypsy. On a été tâché de les surveiller pendant la nuit. Donc, nous y avons été avec des torches. De temps en temps, les femmes venaient nous voir pour nous demander ce qu'il allait advenir d'eux. Ces questions, nous ne pouvions pas non plus y répondre. »
Le 19 mai 1944, les 247 Roms sont déportés de Westerbork vers les camps d'Auschwitz.
Settela Steinbach y sera gazée le 3 août 1944.
Sur les 247 déportés de ce convoi, seuls 32 survivront.

#### Albanie
En Albanie, contrairement aux autres pays européens, les roms n'ont pas subi de déportation ou de tuerie mais étaient membres de l'armée albanaise. Envahie dès 1939 par le régime fasciste italien, puis envahie en 1943 par le régime allemand qui est resté moins d'un an au pouvoir, les Roms ont échappé aux meurtres de masse. Ils se sont néanmoins battus au sein de l'armée albanaise qui a préféré centrer ses attaques en particulier contre les Serbes.

#### Norvège
En Norvège, une petite communauté de roms scandinaves, principalement issu de l'ethnie Romani-Tatere, était présente sur le territoire.
En 1934, avant le déclenchement de la guerre, la Norvège leur interdit l'entrée sur le territoire. Cette mesure restera en place jusqu'en 1956. Des roms norvégiens se sont alors réfugiés en France et en Belgique, où ils ont été admis sous étroite surveillance. Avec l'occupation par l'Allemagne de ces deux pays en 1940, la majorité de cette communauté a été placée dans les camps de concentration en France avant d'être déportés à Auschwitz. Sur les 66 roms norvégiens déportés, seuls quatre ont survécu.
Pour les roms à l'intérieur de la Norvège durant cette période, à partir de 1942 et la déportation des personnes juives norvégiennes, le gouvernement collaborationniste de Vidkun Quisling aborde la « résolution du problème gypsy ». En 1943, Jonas Lie, le ministre de la police et Quisling échangeront autour du choix entre la mise en place de camps de stérilisation sur place où la déportation en Pologne. Seule l'arrivée de l'Armée rouge à la fin de la guerre, mettra un terme aux projets génocidaires alors entrepris.

#### Finlande
En Finlande, à l'automne 1942, le centre finlandais pour les aides sociales aux évacués propose de déplacer les roms dans des Gypsy camps. C'est le Dr Urho Kekkonen, alors membre du parlement finlandais, qui propose le programme gouvernemental intitulé « Un arrangement spécial pour les gypsy ». La police et la « Mission pour les affaires gyspy », un service social de l'église luthérienne de Finlande, qui travaillait déjà auprès des roms, sont alors mandatés pour le travail de localisation et de recensement des roms nomades.
C'est en 1944, que le gouvernement Finlandais établit trois camps de travaux forcés pour les Roms. Deux pour les femmes à Kihniö et Vierema, et un camp de bûcherons pour les hommes à Lappajärvi. Peu d'études sont entreprises sur le traitement des roms durant la guerre.

#### Belgique
En Belgique, après son invasion le 10 mai 1940, contrairement aux personnes juives qui furent persécutées dès l'arrivée des troupes allemandes, les Roms sont relativement épargnés jusqu'à la fin de l'année 1941. Les pressions s'intensifient jusqu'en 1942, lorsque les SS installent leur camp de rassemblement dans la caserne de Dossin à Malines. Entre juillet 1942 et septembre 1944, 352 Tsiganes au moins, raflés dans le Nord-Pas-de-Calais et en Belgique, sont emprisonnés avant d'être déportés, en majorité à Auschwitz. Parmi eux, on retrouve 66 membres de la communauté de Roms norvégiens qui s'était réfugiée en France et en Belgique au début de la guerre, lorsque leur pays avait interdit leur entrée sur leur territoire. Les deux tiers seront gazés dès leur arrivée,.

#### France
En France, les autorités ont pris des mesures restrictives à l’encontre des Roms avant même l'occupation du pays. Après l'ordonnance d'Himmler de 1942, à l'encontre de tous les Tziganes, les rafles, déportations et internement dans des camps familiaux comme Jargeau, Montreuil-Bellay, Saliers, Royallieu, s'intensifient (voir section « En France pendant et après la Seconde Guerre mondiale »).

## Persécutions dans les pays alliés à l'Allemagne nazie

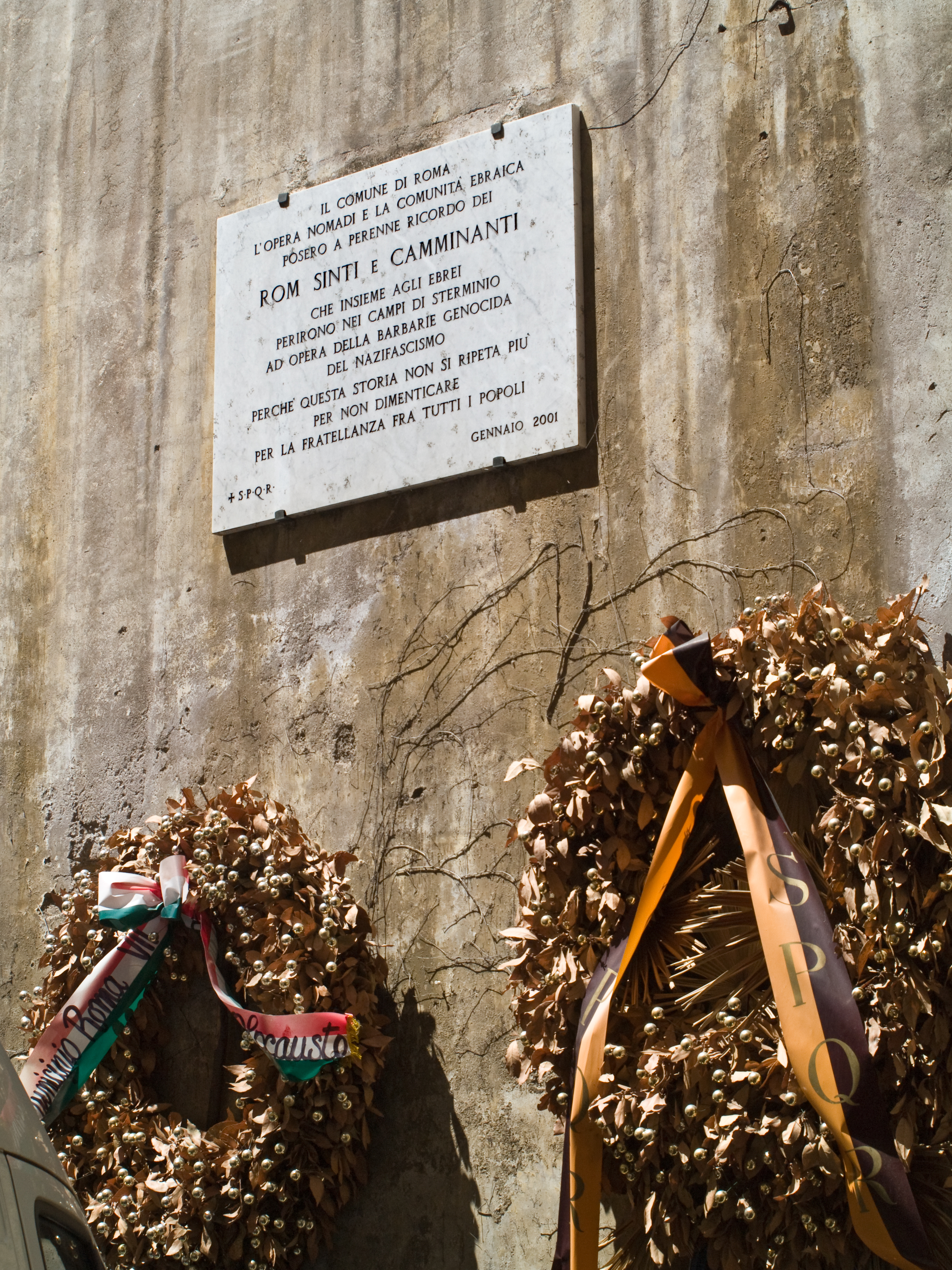
Plaque en mémoire des Roms, Sinti et gens du voyage morts en camps d'extermination (Rome, Italie).

### Bulgarie
En Bulgarie, alliée de l'Allemagne, une politique de ségrégation anti-tsigane débuta par leur interdiction d'accès au centre-ville de Sofia, l'interdiction d'utiliser les transports en commun et leur ration de nourriture minorée par rapport au reste de la population.
À certains endroits, ils étaient forcés à se convertir au christianisme. À partir de 1942, les mariages mixtes (Bulgares et Roms) furent interdits. On les obligea à travailler pour l’État. Ils furent ensuite retenus dans des camps de concentration mixtes avec les personnes juives, sur tout le territoire bulgare.
Selon la Bulgarie, le taux de mort roms due à la guerre est le plus bas d'Europe,. Cependant, aucune commission de recherche n'a été instituée après la guerre pour étudier le génocide rom. C'est pourquoi le nombre de victimes est encore inconnu.
En revanche, un premier pas vers la reconnaissance du génocide a été fait par la Bulgarie le 5 février 2003, lorsque le conseil des ministres a renommé le « jour de l'holocauste et du sauvetage des juifs bulgares » en « jour de la libération des juifs bulgares et des victimes de l'holocauste et des crimes contre l'humanité ».

### Croatie
En Croatie, avant le début de la Seconde Guerre mondiale, le mouvement fasciste et ultra-nationaliste croate Ustaše (ou Utashe, Oustachis) prend de l'ampleur depuis 1929.
À partir de 1941, après l'indépendance de l'état de Croatie, le régime Ustaše installé au pouvoir applique la même politique génocidaire que l'Allemagne à l'encontre des Juifs, des Serbes, des musulmans bosniaques et des Roms.
La répression de cette alliée de l'Allemagne et de l'Italie est si sévère que le régime croate est responsable de la mort d'une centaine de milliers de Roms, notamment par son intervention en Yougoslavie,. C'est le cas entre juillet et septembre 1941 à Garavice (aujourd'hui en Bosnie-Herzégovine) où il est estimé que plus de 10 000 personnes sont tués.
C'est sur le territoire croate que le génocide contre les Roms est le plus brutal. Le chiffre de victimes roms n'a pas pu être défini, mais il est estimé que 90 % de la population rom est décimée.
Ils sont déportés dans des camps ou exécutés, comme ceux de Danica, Stara Gradiška.
La politique d'extermination des roms s'accélère entre le 20 mai et fin juillet 1942 au camp de Jasenovac, surnommé le « Gypsy camp ». Plus de 17 000 Roms y seront tués,.
Le 24 avril 1945 a lieu le massacre de Hrastina (en). Les soldats de l'Ustaše torturent, assassinent puis brûlent sauvagement entre 43 et 47 Sintés et Roms, hommes, femmes et enfants. Ceux-ci formaient le cirque itinérant Braća Winter et se rendaient en Slovénie. Il est reconnu comme le dernier meurtre de masse de Roms en Europe.
Depuis 2005, la Croatie reconnaît le génocide des Roms au même titre que celui des Juifs et des Serbes.

### Hongrie
En Hongrie, les persécutions envers les Roms ont commencé bien avant la Seconde Guerre mondiale. Dès 1918, des camps de concentration à leur encontre étaient déjà en place. Les Roms devaient suivre une politique de magyarisation, c'est-à-dire une assimilation forcée, sous peine de se voir déportés dans ces camps.
De nombreux rapports et preuves autour du massacre des Roms de Hongrie ont été détruits par les Allemands après la guerre. Mais selon les découvertes plus tardives, les autorités hongroises ont déporté les Roms des régions occupées de Hongrie vers la Transcarpatie (aujourd'hui en Ukraine) à Kamianets-Podilskyi, où a eu lieu le Massacre de Kamenets-Podolski en 1941,. Le nombre de victimes roms n'a pas pu être déterminé.
À partir de la domination nazie de la Hongrie du 19 mars 1944 au 4 avril 1945, l'extermination à leur encontre s'est intensifiée. Ils ont été fichés, assassinés, assignés aux travaux forcés, déportés vers les « Komarom » dans tout le territoire hongrois, comme celui de Budapest, puis déportés à Auschwitz.
Aussi, les nazis les contraignaient aux marches de la mort. Affamés, ils devaient marcher sans destination dans le froid jusqu'à mourir d'épuisement.
En l'absence de registre, le nombre exacte de Roms tués en Hongrie n'a pu être comptabilisé.

### Italie
Contrairement aux Juifs italiens, les Roms ont été victimes de discrimination de la part de l'Italie fasciste dès le début du régime. En 1926, Benito Mussolini ordonna l'expulsion de tous les « Tsiganes étrangers », pour « toucher l'organisme tsigane en plein cœur ».
À partir de 1938, les Roms italiens sont internés dans des camps de concentration dans tout le pays. Le premier étant celui de Perdasdefogu en Sardaigne. Après le décret de déportation des tziganes de décembre 1942 d'Himmler, les zingari (tziganes en italien) sont déportés vers les camps d'extermination d'Auschwitz-Birkenau en Pologne. L'impact de l'occupation allemande sur les Roms en Italie a été peu étudié. Le nombre de Roms morts dans les camps italiens ou déportés dans des camps de concentration nazis reste incertain,.

### Roumanie
En Roumanie, le génocide roms a été peu étudié.
En 1941, il a été éstimé qu'environ 15 000 Roms et Sintés ont été tués durant les massacres d'Odessa (en Ukraine) sur ordre du régime fasciste roumain.
En 1942, Ion Antonescu a ordonné la déportation vers la Transnistrie de 24 617 citoyens roumains d'origine rom, dont seulement la moitié ont survécu et ont réussi à retourner en Roumanie. Environ 11 000 sont morts de froid, de faim ou d'épidémies, tout cela étant la conséquence des conditions effroyables de détention auxquelles ils ont été soumis. Pour la déportation des Roms en Transnistrie, le prétexte du communisme ou des activités subversives pro-soviétiques n'a plus été utilisé - comme dans le cas des Juifs - mais l'étiquetage de toute la minorité rom comme « nomades », « inmobilisables et dangereux pour ordre public ».

### Tchéquie et Slovaquie (exTchécoslovaquie)
Après l'occupation par les troupes allemandes des régions de Bohême et de Moravie, entre août 1942 et le printemps 1943, 5 830 personnes sont fichées Tsiganes ou demi-Tsiganes. Elles sont d'abord concentrées dans les camps de Lety et d'Hodonín, surnommés les Gypsy camps par les soldats tchèques, où les conditions de détention sont déplorables. Des Roms et Sintés sont aussi enfermés dans les camps de Komárno, avant d'être déportés vers tous les camps allemands, mais principalement celui de Dachau.
À la suite de la publication du Auschwitz Erlass du 16 décembre 1942 d'Himmler, au moins 4 500 d'entre eux sont déportés vers Auschwitz pour y être exterminés.
À la fin de la guerre, les massacres s'accentuent. Entre le 5 novembre 1944 et le 19 février 1945, Les massacres de Kremnička et Nemecká, sont entrepris. Il est estimé que plus de 900 Juifs, Roms et opposants politiques sont tués. Des tueries de Roms et sintés auront lieu sur tout le territoire slovaque.
Il est estimé que plus de 90 % de la population tsigane tchèque (principalement kalderash) a été exterminée pendant la Seconde Guerre mondiale.

## Dans d'autres pays européens

### Suède
La Suède, ayant pourtant conservé une position politique neutre et gardée sa souveraineté pendant la 2de guerre mondiale, n'a pas amélioré le traitement des roms et Sintés, qui étaient déjà surveillés avec les peuples Samis depuis les années 1910. Des mesures discriminatoires existaient déjà avant le déclenchement officiel de la guerre et une implication indirecte a été menée par ce pays.
En 1935, lors de la conférence d'Interpol à Copenhague, les États européens participants approuvent une initiative proposée par les représentants des forces de police allemandes déjà sous domination SS. Cette proposition est la création d'un registre international des roms.
Au début de l'été 1940, une requête de la municipalité de Copenhague attribue à deux jeunes physiciens danois, Erik D. Bartels et Gudrun Brun, de mener une étude statistique, sociologique et de « biologie raciale » sur les roms et les voyageurs, publiée en 1943 en anglais.
En 1944, malgré des rapports de police positifs à l'égard des roms en Suède, à la demande directe de la Direction Nationale des Affaires Sociales et de la Santé, l'institut de la biologie raciale entreprend des études anthropologiques. Dirigées par Gunnar Dahlberg et le professeur Karl Olog Danielsson de la Royal Medical University (la Karolinska Institutet), ils mesurent des crânes et la pigmentation de la peau.
Manne Ohlander, membre de l'institut de psychologie et pédagogie, contribua à des études généalogiques et raciales sur les enfants de voyageurs dans l'ouest de la Suède. Il salue les ambitions du gouvernement concernant le fichage qu'il caractérise de « mesure objective contre le fléau des nomades » et propose de mener une recherche pour « isoler les familles roms socialement inférieures », des propos semblables à ceux promulgués par l'anthropologue nazie, Eva Justin.
Seule la fin de la guerre stoppa cette montée d'idéologie nazie chez les élites, et des lois contre la discrimination raciale ont par la suite été promulguées. Les études scientifiques produites seront utilisées pour promouvoir la culture des peuples nomades.

### Suisse
Le 20 février 2025, la Suisse reconnaît le placement d'enfants manouches, sintés et yéniches comme des crimes contre l'humanité. Les faits concernent environ 2 000 enfants enlevés à leurs familles dans le cadre du programme Les Enfants de la grand-route entre 1926 et 1973 par la fondation Pro Juventute avec la « coresponsabilité » de l'État helvète.

## Estimations chiffrées
Après la guerre, les estimations gouvernementales officielles établies dans les livres blancs parlent de 500 000 morts ; les premiers auteurs qui écrivent sur l'extermination des Roms avancent sans méthode des estimations comprises entre 100 000 et 1 500 000 morts. En 1972, les historiens Kenrick et Puxon se sont pour la première fois efforcés de méthodiquement dénombrer les victimes roms des diverses persécutions connues en Europe : 219 700 morts. Plus tard, l'essayiste Christian Bernadac a ajouté ceux qui ont été identifiés par erreur comme juifs, ou ceux qui parvenaient à dissimuler leur identité rom ; son estimation s'élevait à 240 150 morts. En 1996, l'historien allemand Michael Zimmermann établit un nombre selon lui « vérifiable » de victimes du génocide, deux à trois fois plus faible, tout en précisant que le nombre réel, plus élevé, ne sera jamais connu.
Il est difficile de mesurer l'ampleur du génocide ainsi que le déclin démographique. Les chiffres augmentent à mesure que des archives et des fosses sont découvertes. Bon nombre de victimes n'ont pas été comptées et ne pourront probablement pas l'être. De nombreux Roms de Roumanie, Bulgarie, Yougoslavie n'étaient pas inscrits à l'état civil de leurs pays respectifs, ce qui explique l'incertitude quant à l'estimation finale du bilan. Les crimes étaient souvent perpétrés dans des espaces fermés ou très isolés, sans observateurs ni témoins ; les nazis ont fait disparaître bon nombre de preuves.
Plusieurs spécialistes ont estimé les bilans des persécutions par pays. Sont reproduits ici les chiffres de Ian Hancock cités dans History of the Holocaust: A Handbook and Dictionary, ceux de Donald Kendrick et Grattan Puxon dans The Destiny of Europe's Gypsies paru en 1972 en Angleterre, et ceux de Christian Bernadac dans L'Holocauste oublié. Le Massacre des Tsiganes paru en 1980 :
| Pays             | Population avant la guerre | Population massacrée | Population massacrée          | Population massacrée  |
| Pays             | Population avant la guerre | Selon Hancock (1994) | Selon Kenrick et Puxon (1972) | Selon Bernadac (1980) |
| ---------------- | -------------------------- | -------------------- | ----------------------------- | --------------------- |
| Autriche         | 11 200                     | 6 500                | 6 500                         | 6 800                 |
| Belgique         | 600                        | 352                  | 500                           | 400                   |
| Bohême-Moravie   | 13 000                     | 5 500                | 6 500                         | 6 000                 |
| Croatie          | 28 500                     | 28 000               | 28 000                        | 27 000                |
| Estonie          | 1 000                      | 1 000                | 1 000                         |                       |
| France           | 42 000                     | 14 000               | 15 000                        |                       |
| Allemagne        | 20 000                     | 15 000               | 15 000                        |                       |
| Pays-Bas         | 300 à 500                  | 200                  | 500                           |                       |
| Hongrie          | 100 000                    | 28 000               | 28 000                        | 32 000                |
| Italie           | 25 000                     | 2 000                | 1 000                         | 1 500                 |
| Lettonie         | 1 000 à 5 000              | 1 000                | 2 500                         |                       |
| Lituanie         | 1 000                      | 1 000                | 1 000                         |                       |
| Luxembourg       | 200                        | 200                  | 200                           |                       |
| Pologne          | 50 000                     | 13 000               | 35 000                        |                       |
| Roumanie         | 300 000                    | 36 000               | 36 000                        | 33 000                |
| Serbie           | 60 000                     | 12 000               | 10 000 à 20 000               | 16 000                |
| Slovaquie        | 80 000                     | 2 000                | 1 000                         | 3 000                 |
| URSS             | 100 000                    | 30 000               | 30 000                        | 35 000                |
| Espagne et Grèce | -                          | -                    | 150                           | 50                    |
| Total            | 833 800                    | 195 800              | 219 700                       | 240 150               |

Les chiffres de Kenrick et Puxon et ceux de Hancock sont similaires, excepté pour la Belgique où ils donnent 500 morts (100 de plus), la Slovaquie 1 000 morts (moitié moins), la Pologne 35 000 (22 000 de plus), la Lettonie 2 500 morts sur 5 000 (cf. rapport de Kochanowski, 1946[source insuffisante]), l'Italie 1 000 morts (moitié moins), les Pays-Bas 500 morts sur 500, la France 15 000 sur 40 000, la Bohême-Moravie 6 500 morts. Bernadac, par rapport à Hancock, compte 300 morts de plus en Autriche, 50 de plus en Belgique, 500 de plus en Bohême-Moravie, 1 000 de moins en Croatie, 4 000 de plus en Hongrie, 500 de moins en Italie, 3 000 de moins en Roumanie, 4 000 de plus en Serbie, 1 000 de plus en Slovaquie, 5 000 de plus en URSS, et ajoutait aussi 150 Espagnols et 50 Grecs (non représentés dans le tableau).
Ian Hancock a depuis publié de nouvelles études. En 2004 puis en 2013, il estime qu'entre 1 000 000 et 1 500 000 Roms auraient disparu du continent si l'on en croit certaines hypothèses démographiques, et que par conséquent le bilan du génocide tel que calculé par les historiens serait très éloigné de la réalité,. Toutefois, pour les historiens qui suivent la méthode conventionnelle, même si le nombre de victimes peut être revu à la hausse, les grands chiffres comme 1 500 000 avancés par des activistes roms sont intenables.
L'incertitude demeure. Par exemple, en Autriche, Gerhard Baumgartner considère que 89 % des Roms et des Sintés n'ont pas survécu au IIIe Reich. Selon Dennis Reinhartz, la Yougoslavie a perdu deux tiers de sa population tsigane estimée à 300 000 avant la guerre.
L'Encyclopédie multimédia de la Shoah écrit que les nazis et leurs collaborateurs ont tué plus de 250 000 Tsiganes et que jusqu'à 500 000 ont été tués pendant la guerre. Lors de l'inauguration du mémorial aux Sintés et aux Roms européens assassinés pendant le nazisme de Berlin en 2012, l'estimation de 500 000 jadis proposée par les livres blancs a été retenue.

## En France pendant et après la Seconde Guerre mondiale

### Rafles, déportations et exécutions
À la suite du décret du 16 décembre 1942 d'Himmler, en France, les ethnies nomades, semi-nomades ou sédentarisées (Manouches, Gitans, Yéniches, Sinté, Kalderash, etc.), sont déportés puis tués aux camps d'Auschwitz,,, notamment en transitant par le camp de déportation de Royallieu à Compiègne, et déportés via d'autres camps comme celui de Poitiers,, ou Linas. Des déportations ont lieu au camp de Vénissieux (Rhône),,. Des déportations en partance de Strasbourg sont aussi effectuées sur les territoires annexés d'Alsace, entre 1940 et 1944.
Ils sont également victimes de rafles, comme celle de Marseille, ou celles des régions du nord et transférés en Belgique au camp de Malines, pour transiter jusqu'aux camps d'exterminations en Pologne. En particulier pour les convois Z (Z pour Zigeuner, « Tzigane » en allemand), comme le convoi Z du 15 janvier 1944.
Tout comme la population juive et communiste, ils sont victimes d'exactions perpétrés par les SS et leurs collaborateurs. Ce fut le cas lors l'exécution de Saint-Sixte (Lot-et-Garonne) où ont été abattus 17 personnes dont 6 enfants et 2 femmes enceintes, par « Das Reich » le 23 juin 1944.

### Camps (de 1939 à 1946)
Premièrement interdites de circuler et assignées à résidence par le décret militaire du général Vary, le 22 octobre 1939 dans huit départements de l'Ouest, les ethnies tsiganes sont ensuite retenues dans plus de 40 camps d'internement (ou camps de concentration) à travers toute la France,,.
Dans ces camps de concentration, les conditions de vie et d'enfermement étaient propices aux maladies, à la malnutrition, et aux souffrances. D'après les témoignages, le taux de mortalité y était élevé,,,,.
D'abord présentés comme camps d'internement familiaux, il sonts rapidement équipés de barbelés et surveillés par des gardes armés, avant de servir de camps de transit vers les camps d'Allemagne et d'Auschwitz,.

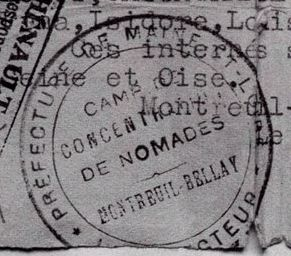
Tampon du « camp de concentration de nomades » de Montreuil-Bellay, 23 janvier 1943

La répression s'intensifie à partir du décret-loi du 6 avril 1940. Le président de la république Albert Lebrun étend l'interdiction de circuler des « nomades » à l'ensemble du territoire en utilisant pour justificatif un risque d'espionnage politique,,. Eugène Fauveau, sinté français, en témoigne. Interné « politique » alors qu'il n'a que 6 ans, il est en réalité visé pour son statut de nomade. Il est enfermé durant trois ans dans les camps de Choisel, de Moisdon-la-rivière puis de Montreuil-Bellay.
En raison d'une mise en lumière tardive des archives au sein des institutions françaises,, de nombreuses preuves et camps détruits après cette période, des persécutions après la libération, des pratiques d'acculturation des camps d'internement, et une coûtume traditionnelle du tabou pour la plupart des ethnies, (et ce, dans le but de preserver la descendance des souffrances), la reconnaissance des camps, des déportations, des conditions de détentions et de « socialisation » des enfants, parfois enlevés à leurs parents puis contraints à une formation sédentaire et religieuse, sont encore méconnues du grand public,,.
Pour exemple, les vestiges du camp de concentration de Montreuil-Bellay n'ont été redécouverts que dans les années 1980. Il faut attendre 1988 pour qu'une stèle y soit installée, puis 2012 pour que le site soit protégé et qu'un projet de mémorial soit proposé par les élus locaux. En 2024, le mémorial n'a pas été construit.
Le nombre réel d'internés, de déportés et de morts dans ces camps n'a toujours pas été dévoilé en 2024.
Une partie des détenus ne sont relâchés que bien après la Libération, et plus d'un an après la capitulation allemande du 8 mai 1945. Le dernier camp libéré sera le camp des Alliers, proche d'Angoulême, le 1er juin 1946,.
Les autorités françaises du Gouvernement provisoire à la Libération, comme celles de Vichy, souhaitent sédentariser et « socialiser » les tziganes, ce qui pourrait être assimilé à une acculturation contrainte,. Et ce, alors même que les traditions dites « Bohémiennes » des nomades originaires d'Inde tel que les forains, cirques, commercants ambulants, migrateurs agricoles et saisonniers pour les recoltes, maréchal ferrant, artisans cordonniers ou vanniers, musiciens et artistes itinérants, etc. sont présents sur le continent européen depuis le Moyen Âge.

### Résistance tsigane
Longtemps ignorés, bon nombre des tziganes français ont pourtant participé à la résistance,. Comme Armand Stenegry, Jean Beaumarie, Raymond Gurême.
Par ailleurs, le jour de la résistance Roms est célébré le 16 mai 1944 au sein des diverses communautés sinté. En hommage à la revolte collective du camp de Birkenau ayant eu lieu a cette date. À l'annonce de leur extermination, alors même qu'ils étaient détenus, ils se sont opposés vigoureusement aux Nazis qui ont été contraint de repousser leur exécution.

### Conséquences actuelles
Les conséquences du Porajmos peuvent être multiples encore actuellement. Les connaissances actuelles en neurologie et en psychologie des survivants de la Shoah, applicable aux victimes de Porajmos, affirment un risque héréditaire de terrain favorable aux syndromes de stress-post traumatique ainsi qu'un terrain favorable aux souffrances psychiques, que les origines tsiganes ait été transmises ou cachées par crainte pour les descendants, ou occultées à la suite de l'acculturation infantile des camps,,.
Malgré les conséquences lourdes et les spoliations, aucune indemnisation n'a été accordée par la France aux victimes tsiganes, le dernier rejet par le conseil d'État des demandes faites par des associations de victimes datant de 2020.
Aujourd'hui, on peut relever que l'antitziganisme et les condamnations de la France par la Cour européenne des droits de l'homme (CEDH) et l'ONU ont toujours lieu,, en particulier pour les populations ayant préservé le nomadisme. Cela explique une méfiance et une discrétion d'une grande partie des descendants tsiganes.
En Allemagne, selon l'Encyclopédie de la Shoah :

« Après la guerre, la discrimination contre les Tsiganes ne cessa pas, la République fédérale d'Allemagne décida que toutes les mesures prises contre les Tsiganes avant 1943 relevaient d'une politique légitime de l’État et ne nécessitaient pas de réparations. L'incarcération, la stérilisation et même la déportation étaient considérées comme une politique légitime… Le chancelier allemand Helmut Schmidt reconnut formellement la réalité du génocide des Tsiganes en 1982. Mais à cette date, la plupart des victimes susceptibles de toucher des réparations conformément à la loi allemande étaient déjà mortes. »

## Reconnaissance
En 1956, la stèle construite sur la tombe commune des victimes du massacre de Szczurowa constitue le premier mémorial à la mémoire des victimes roms du Porajmos.
Le 17 mars 1982, l'Allemagne reconnaît le génocide tzigane par le chancelier Helmut Schmidt,.
Le 16 mars 1997, le Président fédéral allemand Roman Herzog, a déclaré dans son discours officiel : « Le génocide des Sinti et des Roms est fondé sur le même motif de délire racial et a été effectué avec la même intention et la même volonté que la destruction des Juifs », à l’occasion de l’ouverture du Centre de documentation et de culture des Sintis et des Roms allemands à Heidelberg,.
En 2005, la Croatie reconnaît officiellement le génocide rom au même titre que celui des Juifs et Serbes.
Le Porajmos n’a pas encore été reconnu officiellement comme génocide par l'ensemble de l'Union européenne malgré la commémoration par le Parlement européen du « génocide des Roms » lors d'une session plénière le mercredi 2 février 2011 à Bruxelles ; son président, Jerzy Buzek, a notamment fait remarquer dans son discours que « le soixante-sixième anniversaire de la libération du camp d'Auschwitz-Birkenau nous rappelle que les Roms furent la troisième minorité parmi les victimes. Malheureusement, cette réalité n'est pas connue de tous les Européens ».
En 2012, le Mémorial aux Sintés et aux Roms européens assassinés pendant le nazisme est inauguré à Berlin.
En octobre 2006, Alfreda Markowska, Rom Polonaise surnommée Babcia Noncia, est décorée de l'ordre de Polonia Restituta, en Pologne, pour avoir caché et sauvé plus de 50 enfants juifs et roms pendant la Seconde Guerre mondiale.
En 2007 en France, le député Frédéric Dutoit a présenté pour la première fois, une proposition de loi visant à la reconnaissance du génocide tzigane par l'Allemagne nazie et à l'instauration d'un jour commémorant les victimes de ce génocide.
En mars 2008, le sénateur français Robert Bret a déposé la même proposition au Sénat.
En juillet 2010, l’État français franchit un premier pas vers la reconnaissance de la participation de la France à l'internement des Tziganes, le secrétaire d'État aux anciens combattants Hubert Falco l'évoquant lors d’une Journée nationale à la mémoire des victimes des crimes racistes et antisémites de l'État français et d'hommage aux « Justes » de France. Le président de la République François Hollande reconnaît la responsabilité dans l’internement de Roms de 1940 à 1946 du régime de Vichy, lors d’une cérémonie d’hommage sur le site d’un ancien camp à Montreuil-Bellay (Maine-et-Loire), le plus grand des 31 camps gérés par les autorités françaises, dans lesquels furent internés entre 6 000 et 6 500 nomades,.
Le 10 octobre 2012, le député français Jean-Jacques Candelier et plusieurs de ses collègues ont déposé une proposition de loi,.
En 2015, le Parlement européen reconnaît officiellement la journée européenne de commémoration du génocide des Roms qui se tient le 2 août. Sa date fait écho à la « Zigeunernacht » (la Nuit des Tsiganes, en français) : la nuit du 2 au 3 août 1944, les nazis ont décidé la liquidation du camp des Roms d'Auschwitz-Birkenau, assassinant près de 3 000 personnes.
En 2015 en Roumanie, le 1er mémorial pour les victimes de l'holocauste tsigane est inauguré au musée de la culture Romani à Bucarest.
Le samedi 29 octobre 2016, le président de la république François Hollande, dans un discours de la cérémonie d'hommages aux tsiganes internés à Montreuil-Bellay, déclare que « La République reconnaît que sa responsabilité est grande dans ce drame ».
En 2019 en France, avec la réforme des programmes, une partie du thème 3 Histoire et mémoires aborde désormais ces évènements en spécialité Histoire, Géographie, Géopolitique et Sciences Politiques en classe de terminale générale.
En 2021, aux Pays-Bas, le roi Willem-Alexander inaugure le 1er mémorial aux victimes roms, juives et sintés de l'holocauste.
En 2021, Fernand de Varennes, rapporteur spécial des Nations Unies sur les questions relatives aux minorités par le Conseil des droits de l'homme, a publié à propos de l'holocauste Rom que « Les États doivent faire davantage pour lutter de manière proactive contre les signes croissants d'intolérance et d'attaques contre les Roms et les autres minorités, en particulier les crimes de haine et les attaques sur les médias sociaux. [...] Nous avons vu ce qui s'est passé lorsque les membres de la minorité juive dans l'Allemagne nazie ont été dépeints comme étrangers et antagonistes à la nation et aux valeurs et à la culture allemande. Aujourd'hui, les Roms sont à nouveau confrontés au même type de rhétorique de division ».
En 2022, en Tchéquie, après des décennies de controverses politiques, la porcherie industrielle construite après guerre sur les ruines et charnier du Camp de Lety, a été detruite pour laisser place au mémorial du camp de concentration rom,.

## Victimes connues

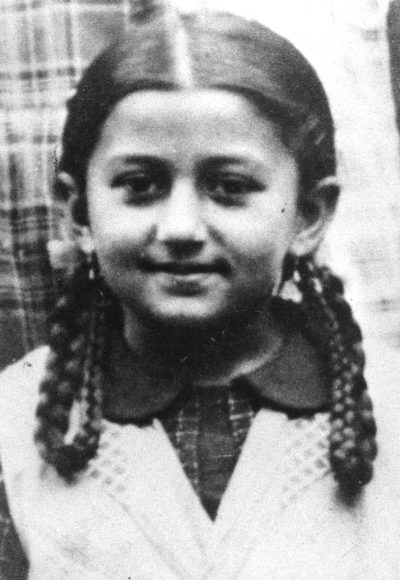
Agnes-Sulejka Klein (1926-1945).

- Elisabeth Guttenberger (1926-2024), Sinté allemande, survivante, a perdu trente membres de sa famille dans les camps.
- Settela Steinbach (1934-1944), sinté néerlandaise, assassinée à Auschwitz.
- Johann Trollmann (1907-1943), sinté allemand, boxeur, incorporé dans l'armée allemande, exécuté à Neuengamme.
- Raymond Gurême (1925-2020), survivant de camp d'internement français, résistant, militant, écrivain et artiste.
- Jacqueline Valdoche (décembre 1943 - janvier 1944), connue pour être la plus jeune déportée de Belgique, âgée de 30 jours. Déportée vers Auschwitz par le convoi Z de Malines.
- Lina Jackson, née Ruth Steinbach (née en 1929) en Allemagne, survivante des camps d'Auschwitz, où sa famille a été déportée. Connue pour témoigner et entretenir la mémoire du génocide Tzigane[212].
- Philippe Gidemann (1911-1945) Yéniche suisse, interné tsigane, il décède à Colmar des suites de sa captivité. Le 12 février 2020, on lui attribue la mention « mort pour la France »[213].
- Ceija Stojka (1933-2013), Lowara autrichienne, survivante des camps de Ravensbrück, Bergen-Belsen et Auschwitz. Connue pour être la 1re Tzigane rescapée d'Auschwitz à avoir accepté de témoigner publiquement en 1988. Artiste, poète, peintre.
- Philomena Franz (en), née Köhler, (1922-2022), Sinté allemande survivante d'Auschwitz, danseuse écrivaine et activiste[214].
- Otto Rosenberg (en), né en Prusse-orientale (1927-2001), sinté allemand, survivant d'Auschwitz, écrivain, militant, fondateur de l'Association rom de Berlin[215].
- Hugo Höllenreiner (1933-2015), rom allemand, survivant d'auschwitz, Ravensbrück, Mauthausen et finalement à Bergen-Belsen. Militant.
- Matéo Maximoff (1917-1999), né à Barcelonne, Sinté & Kalderash français, interné avec sa famille dans le camp de gurs du 28 juin au 8 août 1940. Écrivain[216].
- József Forgács (né en 1935), Rom hongrois survivant des camps d'Auschwitz, connu pour témoigner et entretenir la mémoire du génocide[217].
- Rita Prigmore (es) (1943-), Sinté allemande survivante, utilisée bébé pour des expériences médicales nazies avec sa jumelle Rolanda. Sa soeur décédera des suites de ces expérimentations. Connue pour partager son témoignage[218].
- Adolf Gerste (1872 - ?), Alsacien identifié comme « tsigane métissé », il est déporté avec toute sa famille depuis Strasbourg vers Auschwitz le 22 mars 1943. Aucun ne survivra[219].
- Margarethe Kraus (en) (1928-2005), Rom tchèque survivante du camp de Ravensbrück et Auschwitz. Connue pour avoir été mise en lumière par le journaliste Reimar Gilsenbach en 1966.
- Joseph Toloche (1912-1979), Rom belge d'origine hongroise, survivant, plusieurs fois interné, évadé, libéré, raflé puis déporté avec sa famille, il a transité par les camps de Linas-Montlhéry, Montreuil-Bellay, Mulsanne, Malines puis Auschwitz avec ses deux enfants. Sa femme mourra internée à Linas-Montlhéry faute de soin, sa belle-mère et ses deux enfants périront à Auschwitz[220].
- Theresia Winterstein-Seible (1921-2007), chanteuse et danseuse allemande persécutée en tant que Sinté sous le national-socialisme. Une de ses enfants meurt des suites d'une expérimentation médicale nazie, la seconde survit avec des séquelles[221].
- Marianna Paczkowska (1925-2010), Rom polonaise, seule survivante de sa famille disparue à Ravensbrück et Auschwitz. Connue pour son portrait utilisé sur une pièce de monnaie commémorative du 75e anniversaire du génocide rom en Pologne[222],[223].
- Eugène Fauveau (né en 1934), Sinté français, interné « politique » à 6 ans, et survivant des camps de Choisel, de Moisdon-la-rivière et de Montreuil-Bellay. Connu pour témoigner et entretenir la mémoire des camps français[161].
- Agnes-Sulejka Klein (en) (1926-1945) Rom déportée à Auschwitz à 16 ans. Torturée et violée par un kapo, elle décrit l'enfer du camp tzigane dans une lettre exposée au musée d'Auschwitz. Elle mourra d'épuisement peu de temps avant la fin de la guerre[224],[225].
- Jean-Louis Bauer (1930-2007), Surnomé « Poulouche », Sinté français, survivant des camps français. Il est enfermé enfant avec sa mère à Mérignac, Poitiers, Montreuil-Bellay puis Jargeau. Son père et d'autres membres de sa famille ont disparu après avoir été déportés par le camp de Poitiers vers les camps de la morts[226]. Militant, il a oeuvré pour la reconnaissance des camps après guerre[227],[228].
- Karl Höllenreiner (1914-1984) Sinté allemand, survivant d'expérience médicale et d'Auschwitz, Buchenwald et Dachau. Il a témoigné au procès des médecins.
- Ernst Lossa (1929-1944) Yéniche allemand, il est euthanasié enfant en Allemagne.
- Lily Franz (en) (1924 - 2011) Sinté allemande, Survivante d'Auschwitz où elle a été déportée avec sa famille. Écrivaine.

### Documentaires
- Mémoires tsiganes, l'autre génocide réalisé par Idit Bloch, Juliette Jourdan, écrit par Henriette Asséo, Idit Bloch et Juliette Jourdan. France, 2011, 75 minutes : « Mémoires tsiganes, l’autre génocide - Idit Bloch et Juliette Jourdan. », sur Youtube.com (consulté le 25 avril 2024).
- Archives INA 1995 : L’histoire oubliée des Tsiganes internés sous l’Occupation au camp de Jargeau 9 minutes
- Archives INA 1971 : Qui sont les Tziganes ?